# Nadleśnictwo Dojlidy
Nadleśnictwo Dojlidy – jednostka organizacyjna Lasów Państwowych podległa Regionalnej Dyrekcji Lasów Państwowych w Białymstoku. Siedziba nadleśnictwa znajduje się w Białymstoku, w województwie podlaskim. Nadleśnictwo wchodzi w skład Leśnego Kompleksu Promocyjnego Puszcza Knyszyńska. Graniczy z Narwiańskim Parkiem Narodowym.
Nadleśnictwo obejmuje miasto Białystok oraz część powiatu białostockiego.

## Historia
Po II wojnie światowej lasy obecnego nadleśnictwa Dojlidy były zarządzane przez nadleśnictwa Dojlidy, Knyszyn oraz Białystok (później pod nazwą Katrynka). Większą ich część stanowiły lasy prywatne znacjonalizowane przez komunistów. W 1972 wszystkie te trzy nadleśnictwo połączono w jedno nadleśnictwo Dojlidy. W 1994 przywrócono nadleśnictwo Knyszyn. Ostatniej zmiany granic dokonano w 1996, gdy niewielką część lasów nadleśnictwa Dojlidy przekazano Narwiańskiemu Parkowi Narodowemu.

## Ochrona przyrody
Na terenie nadleśnictwa znajdują się trzy rezerwaty przyrody, jeden użytek ekologiczny i dwa pomniki przyrody.

### Rezerwaty przyrody
- Antoniuk
- Las Cieliczański
- Kulikówka

### Użytki ekologiczne
- Żurawka[1]

### Pomniki przyrody[2]
- grupa czterech modrzewi
- czereśnia ptasia

## Drzewostany
Typy siedliskowe lasów nadleśnictwa (z ich udziałem procentowym):
- bory 64%
- lasy 35%
- olsy 1%

Gatunki lasotwórcze lasów nadleśnictwa (z ich udziałem procentowym):
- sosna, modrzew, 85%
- świerk 6%
- olsza 4%
- brzoza 3%
- inne 2%

Przeciętna zasobność drzewostanów nadleśnictwa wynosi ponad 308 m³/ha, a przeciętny wiek 63 lat.